# Operacja jekaterynburska
Operacja jekaterynburska – działania wojenne prowadzone przez 2 i 3 Armię Czerwoną przeciwko białej Armii Syberyjskiej, składowej Armii Rosyjskiej adm. Aleksandra Kołczaka, w dniach 5–20 lipca 1919 roku. Operacja stanowiła dalszy ciąg kontrofensywy Frontu Wschodniego Armii Czerwonej. Jej celem było odzyskanie przez czerwonych Jekaterynburga. Rezultatem udanego przeprowadzenia operacji jekaterynburskiej, a następnie sukcesu operacji czelabińskiej, w którą zaangażowana była 5 Armia, było zmuszenie białych do wycofania się z Uralu.

## Tło wydarzeń
W połowie czerwca, po zdobyciu przez czerwonych Ufy, jednostki Armii Rosyjskiej adm. Aleksandra Kołczaka musiały wycofać się na przedpola Uralu. 15 czerwca plenum Komitetu Centralnego WKP (b) opowiedziało się za dalszą ofensywą na kierunku wschodnim, na wniosek rady rewolucyjno-wojskowej frontu wschodniego, przekonanej, że siły Kołczaka zostały znacznie osłabione w ciągu poprzednich dwóch miesięcy i będą mogły zostać szybko rozbite. 20-21 czerwca 2 i 3 Armia przystąpiły do uderzenia na Perm i Kungur, zmuszając do odwrotu białą Armię Syberyjską i zdobywając obydwa miasta 1 lipca. Następnie zajęty został kolejny ośrodek miejski – Krasnoufimsk. 2 i 3 Armia, dowodzone odpowiednio przez Wasilija Szorina oraz Siergieja Mieżeninowa, niezwłocznie podjęły dalsze działania ofensywne. Wojska białych w rozsypce cofały się na wschód, dążąc do zajęcia pozycji obronnych na górskich terenach Uralu.

## Siły stron i przebieg operacji
Czerwone 2 i 3 Armia liczyły łącznie 46 tys. żołnierzy, 961 karabinów maszynowych i 226 dział. Po stronie białych pozostawało natomiast nieco ponad 39 tys. żołnierzy, 538 karabinów maszynowych i 154 działa.
Plan operacji opracowany przez dowództwo Armii Czerwonej zakładał, iż 21 i 28 dywizje strzeleckie oraz jedna brygada 5 dywizji (wszystkie wchodzące w skład 2 Armii) wspólnie z prawym skrzydłem 3 Armii (29 dywizją strzelecką oraz oddziałami kawalerii 30 dywizji strzeleckiej) wyprowadzą uderzenie na Jekaterynburg. Natomiast lewe skrzydło 3 Armii (Brygada Wydzielona oraz Północny Oddział Ekspedycyjny) miały przeprowadzić uderzenie pomocnicze w kierunku Niżnego Tagiłu i Wierchoturja.
Jednostki białych zajęły pozycję obronną na linii Michajłowski-Bisiertski. Siły 2 Armii osiągnęły ją 11 lipca i usiłowały przełamać ją z marszu, co jednak zakończyło się niepowodzeniem. Wówczas 28 dywizja strzelecka pod dowództwem Władimira Azina, poruszając się szlakami górskimi, skierowała się na tyły Korpusu Uderzeniowego Armii Syberyjskiej i dotarła 13 lipca do miejscowości Mramorskoje, przecinając linię kolejową z Czelabińska do Jekaterynburga. Równocześnie pozostałe wyznaczone do głównego uderzenia jednostki 2 Armii po raz drugi zaatakowały linię obronną białych, tym razem z powodzeniem. 15 lipca awangarda 2 Armii wkroczyła do Jekaterynburga, kluczowego ośrodka miejskiego na Uralu. Następnego dnia do miasta weszła również 30 dywizja strzelecka 3 Armii. W mieście zostało wziętych do niewoli 3500 białych żołnierzy.
Pozostałe jednostki 3 Armii 13 lipca osiągnęły linię Czusowej. W celu przyspieszenia marszu wyodrębniono z niej armijną grupę kawalerii pod dowództwem Nikołaja Tomina w sile dwóch tysięcy szabel. 16 lipca dotarła ona do linii kolejowej Jekaterynburg-Wierchoturje, przecinając ją i tym samym rozdzielając siły białych na dwie części. Północne zgrupowanie białych pod dowództwem Anatolija Piepielajewa wycofywało się w tej sytuacji do Wierchoturja, południowe, dowodzone przez Radolę Gajdę, do Czelabińska. Zanim jednak grupa Piepielajewa dotarła do celu, 19 lipca zgrupowanie Tomina zdobyło ważną stację kolejową Jegorszyna, zaś siły lewego skrzydła 3 Armii wkroczyły do Wierchoturja. Następnego dnia główne siły 3 Armii umocniły się na linii Jegorszyna-Niewjanskoje-Wierchoturje. Do nacierających wojsk czerwonych dołączali miejscowi robotnicy, sympatyzujący z bolszewikami. Ostatnie oddziały Armii Syberyjskiej wycofały się w kierunku Jałutoworska i Tobolska.
Po zakończeniu operacji głównodowodzący Armii Czerwonej Jukums Vacietis opowiadał się, z poparciem komisarza obrony Lwa Trockiego, za zatrzymaniem działań ofensywnych i przejściem do obrony. Lenin jednak, przekonany przez dowódcę Frontu Wschodniego Siergieja Kamieniewa, zdecydował o kontynuowaniu pościgu za wojskami Kołczaka. Spór o dalszą strategię walki z Kołczakiem zakończył się w lipcu 1919 r. aresztowaniem Vacietisa i powierzeniem Kamieniewowi jego dotychczasowego stanowiska.
Strata Jekaterynburga, a następnie Czelabińska sprawiła, że biali musieli wycofać się aż na linię Tobołu, gdyż była to najbliższa za Uralem linia możliwa do zorganizowania obrony. Utrata Uralu była znacznym ciosem dla Kołczaka także dlatego, że właśnie w tym regionie znajdowały się ostatnie obszary przemysłowe kontrolowane przez jego wojska.